# Tjäpstjärnen
Tjäpstjärnen är en sjö i Vilhelmina kommun i Lappland och ingår i Ångermanälvens huvudavrinningsområde. Tjäpstjärnen ligger i Marsfjället Natura 2000-område.